# Вангел Япов
Вангел Япов, известен като Япата, е български хайдутин от втората половина на XIX век.

## Биография
Роден е в неврокопското село Тешово в семейството на стария хайдутин Япата. И той като баща си става хайдутин и действа в четата на Ильо войвода. През 1856 година напуска четата и отива в руския манастир „Свети Пантелеймон“ в Света гора, където 8 години служи като чаушин на манастира. Тук се среща със своя земляк Богатин войвода. През пролетта на 1864 година двамата напускат обителта и се връщат в Неврокопско. Вангел Япов се установява в родното си село. Оженва в близкото село Лъки и се преселва в същото село. Тук му се раждат двама сина - Костадин и Георги (1860 - 1905). Скоро пак става хайдутин и оглавява малка дружина. Съединява се с четата на Георги Посерото от Горно Броди. Двамата действат в Неврокопско и Мелнишко и всяват ужас сред турското население. По-късно участва в гръцкото въстание „Мадема“. След потушаването му се включва отново в четата на Ильо войвода.
Умира в село Лъки през 1891 година.

## Родословие
Шаблон:Япови